# ジェイド (映画)
『ジェイド』（Jade）は、1995年にアメリカ合衆国で製作されたサスペンス映画 。日本では劇場公開されずビデオスルーされた。
JSBで衛星放送された際には『欲望の女ジェイド』というタイトルで、テレビ東京で地上波放送された際には『魔性の香り/ジェイド秘められた快楽に迫る殺意』というタイトルで放送された。

## ストーリー
富豪のメドフォードが惨殺される猟奇的殺人事件が発生。事件を捜査することになった検事補のデヴィッド・コレリは、事件には州知事であるルー・エドワーズが深く関わっていることを突き止めるが、スキャンダルを恐れた知事の妨害工作のために捜査は難航する。
執念深く捜査を続けたコレリは、事件のカギはジェイドという売春婦が握っていると知り、ジェイドの正体を探っていく。すると、捜査線上に友人の弁護士マット・ギャヴィンの妻トリーナが浮かんでくるのだった。

## キャスト
※括弧内は日本語吹替
- デヴィッド・コレリ - デヴィッド・カルーソ（野沢那智）
- トリーナ・ギャヴィン - リンダ・フィオレンティーノ（深見梨加）
- マット・ギャヴィン - チャズ・パルミンテリ（土師孝也）
- ルー・エドワーズ - リチャード・クレンナ（池田勝）
- ボブ・ハーグローヴ - マイケル・ビーン（山路和弘）
- パトリース・ジャシント - アンジー・エヴァーハート（英語版）（湯屋敦子）
- ピーティ・ヴァスコ - ケン・キング（宝亀克寿）
- カレン・ヘラー - ドナ・マーフィー（渡辺美佐）
- パット・キャレンダー - デヴィッド・ハント（田中正彦）
- アーノルド・クリフォード - ケヴィン・タイ（辻親八）
- ビル・バレット - ホルト・マッキャラニー
- ウォン - ヴィクター・ウォン

## ノミネート
- 第16回ゴールデンラズベリー賞
  - 最低脚本賞
  - 最低新人賞:デヴィッド・カルーソ(『死の接吻』と同時ノミネート)